# Stefano Zuffi
Stefano Zuffi (Milano, 24 maggio 1961) è uno storico dell'arte italiano.

## Biografia
Laureato alla Statale di Milano, è autore di numerosi volumi di divulgazione culturale, legati alla storia dell'arte soprattutto rinascimentale e barocca. Consulente editoriale per la casa editrice Electa, è stato responsabile di alcune collane di successo al grande pubblico, come gli Artbook e, dal 2002, I dizionari dell'arte.
Tra le sue pubblicazioni, una monografia su Dürer, Il Grande Atlante della Pittura (Electa) e il saggio Rinascimento (Mondadori): tradotte in più lingue, hanno raggiunto una tiratura di oltre un milione e mezzo di copie vendute in tutto il mondo.
Ha partecipato alla trasmissione Riguardiamoli condotta da Salvatore Maria Fares su RETEDUE della Radio Svizzera Italiana, curando una rubrica dedicata all' arte e alle mostre.
Ricopre l'incarico di responsabile culturale dell'Associazione Amici di Brera ed è presidente dell'Associazione Amici del Poldi Pezzoli.
È inoltre curatore della Pinacoteca Podesti di Ancona.

## Pubblicazioni principali
- Episodi e personaggi del Vangelo, Milano/Roma, Electa/Gruppo editoriale L'Espresso, 2004, OCLC 799762227.
- La storia dell'arte, Electa/La biblioteca di Repubblica, 2006.
- ArtBook, Electa/Il Giornale, 2005.
- I colori nell’arte, Milano, Rizzoli, 2012.